# Gnilicowate
Gnilicowate (Coniophoraceae Ulbr.) – rodzina grzybów z rzędu borowikowców (Boletales).

## Charakterystyka
W większości grzyby nadrzewne, wytwarzające kapeluszowe lub rozpostarte owocniki o zróżnicowanym hymenoforze. Zarodniki gnilicowatych są brązowawe, oliwkowe lub żółtobrunatne, przeważnie o grubych ścianach.

## Systematyka
Pozycja w klasyfikacji według Index Fungorum: Coniophoraceae, Boletales, Agaricomycetidae, Agaricomycetes, Agaricomycotina, Basidiomycota, Fungi.
Według aktualizowanej klasyfikacji Dictionary of the Fungi do rodziny Coniophoraceae należą rodzaje:
- Chrysoconia McCabe & G.A. Escobar 1979
- Coniophora DC. 1815 – gnilica
- Coniophoropsis Hjortstam & Ryvarden 1986
- Gyrodontium Pat. 1900
- Penttilamyces Zmitr., Kalinovskaya & Myasnikov 2019
- Sedecula Zeller 1941

Nazwy naukowe według Index Fungorum. Nazwy polskie według W. Wojewody.
We wcześniejszych klasyfikacjach rodzina ta była umieszczana w rzędzie bezblaszkowców (Aphyllophorales).